# 台灣菠蘿

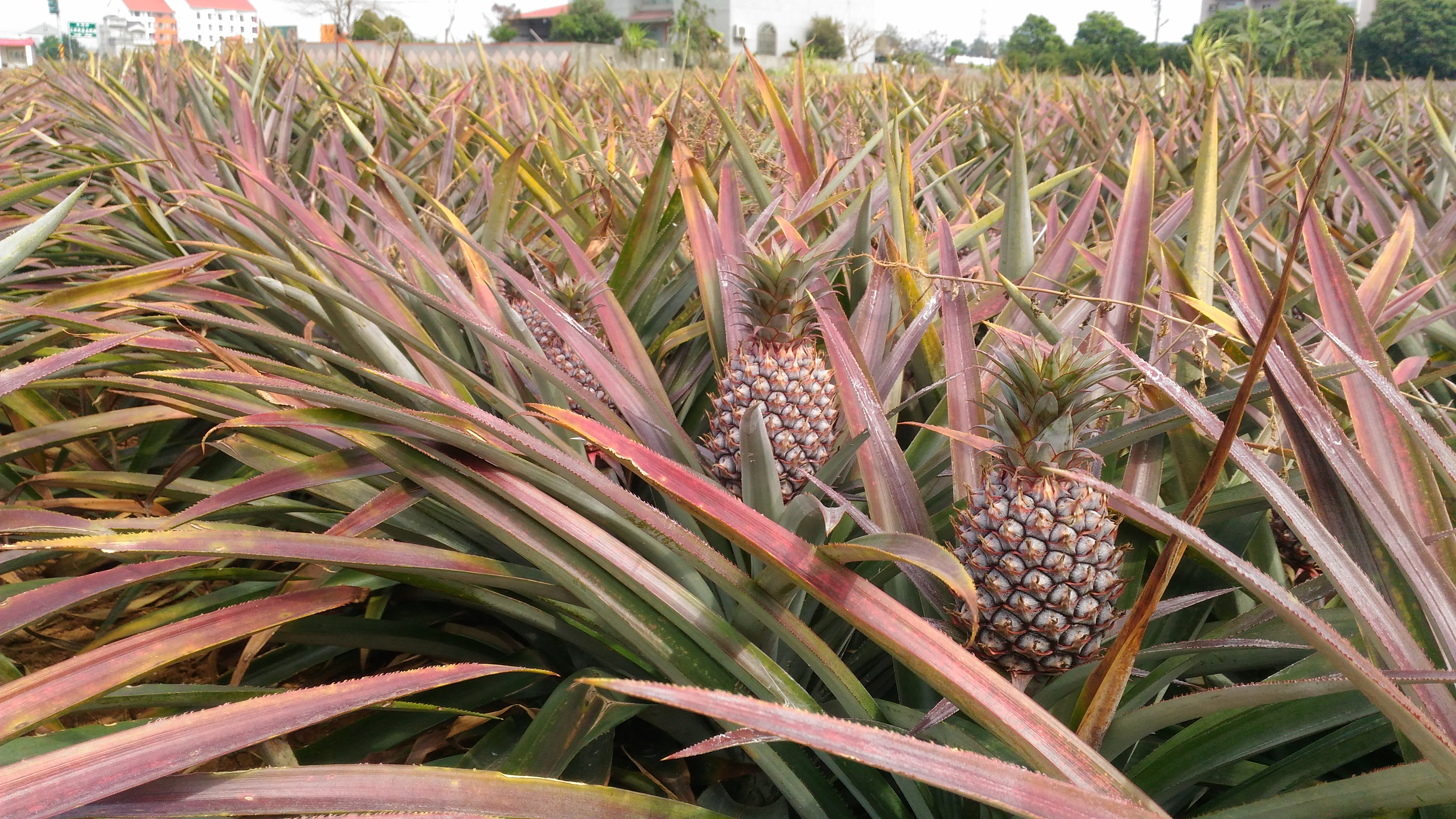
台灣菠蘿種植場

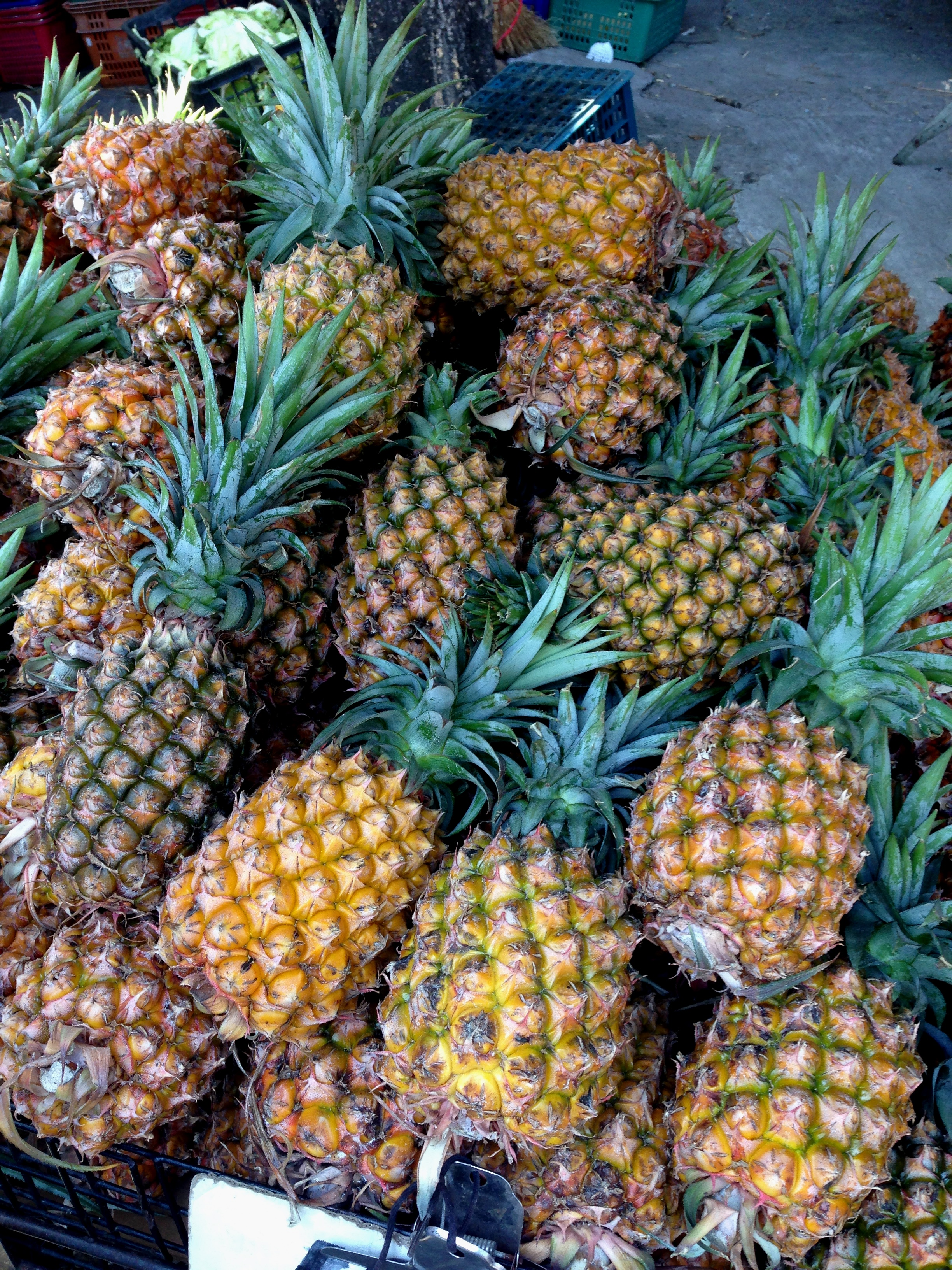
售賣中的台灣菠蘿

台灣菠蘿是指種植在台灣的一些菠蘿品種，是台灣中南部重要的經濟水果。2010年生產四十二萬公噸，產值新臺幣七十億，大部份內銷，出口約佔百分之五到一成，當中出口到中国大陆的約佔九成 。

## 名稱
菠蘿在中華民國國語中又叫「鳳梨」或者「黃梨」，在臺灣與福建省又叫做「旺來」。因為香港吃到的菠蘿大部份都由菲律宾進口，所以部份香港新聞媒體認為「鳳梨」不等同於「菠蘿」，並用「鳳梨」泛指台灣出產的菠蘿。台灣菠蘿在科學上的分類，都是 Ananas comosus，同屬一個种 (species)，只是變種上有所差別，亦即是亞種之下，再低一級的分別。

## 歷史
菠蘿原產南美洲，十五世紀時美洲原住民傳到中美洲，十六世紀尾傳到中國、爪哇岛、菲律賓。台灣由十八世紀二十年代開始在中南部的山地種植。台灣日治時期，日本人岡村庄太郎在高雄凤山县開工廠，開始製作鳳梨罐頭，是「鳳梨事業」的開始 。一九二二年由东南亚夏威夷州引入「開英種鳳梨」，亦即「土鳳梨品種」（「本土品種」，因為鳳梨的引入，臺灣本土鳳梨原生生物種）。臺灣光復之後，中華民國政府更積極叫人研究栽培技術，鼓勵農民加大種植面積，1970年代全盛時期，台灣外銷鳳梨罐頭世界第一。

## 種植

### 種植地
台灣大規模種菠蘿主要集中在南投、嘉義、臺南市、高雄與屏東等地；其中以台南關廟區、高雄大樹區的菠蘿最出名，另外如南投名間、嘉義民雄鄉、屏東山間亦有名聲。

### 種法
以「金鑽鳳梨」為例，春季的金鑽鳳梨最好吃。根據農政單位統計，台灣金鑽鳳梨種植面積有一萬公顷，總年產量約五十萬公噸，菠蘿種入泥土後要十八個月才有收成，到了第十到十二個月，用乙烯催開花，結果之後，視乎情況，每年的三月左右，幫菠蘿套上防曬袋，菠蘿本身不需太多水分。泥土越瘦，品質越好。

## 特色
台灣菠蘿可以分成三大類 : 在來種（本地）、開英種（外來）與雜交種。最出名的就是「金鑽鳳梨」，其實台灣菠蘿有十八個「品種」 ，金鑽鳳梨酸甜平衡，纖維細小，頭頂的葉滑而平，沒有鋸齒，表面則較平滑 ，一開即食，不用浸鹽水。

### 品種
台灣菠蘿「品種」，是由人工雜交培植出來，中華民國政府設有官方的實驗室與農場，例如「行政院農業委員會農業試驗所」、「嘉義農業試驗分所」，研究引入不同的品種，經過幾十年的雜交培植而成。台灣菠蘿「品種」，每種都有自己的編號  :
| 品種                                   | 產期               | 特色                                                 | 台農編號 |
| -------------------------------------- | ------------------ | ---------------------------------------------------- | -------- |
| 釋迦鳳梨、剝皮鳳梨                     | 三至五月           | 一、兩公斤，果釘突起，果肉黃，肉質細，纖維少、濃味  | 四號     |
| 蘋果鳳梨、水蜜桃鳳梨                   | 四至五月           | 皮薄、纖細，肉質嫩                                   | 六號     |
| 香水鳳梨                               | 五至六月           | 果肉金黃，纖維粗，濃味                               | 十一號   |
| 冬蜜鳳梨、甘蔗鳳梨                     | 六至七月           | 原錐形，果釘突，皮薄，果肉金黃，質緻密，纖維稍粗，酸 | 十三號   |
| 甜蜜蜜鳳梨                             | 三至七月           | 圓錐形，淺黃，纖維粗，好甜                           | 十六號   |
| 金鑽鳳梨、春蜜鳳梨                     | 三至六月           | 多汁，肉金黃、質地嫩                                 | 十七號   |
| 金桂花鳳梨                             | 四至七月           | 纖維中等，有桂花香味                                 | 十八號   |
| 蜜寶鳳梨                               | 五至十月           | 肉質細密                                             | 十九號   |
| 牛奶鳳梨                               | 五至十月           | 皮薄，肉奶白色，有牛乳香味                           | 二十號   |
| 黃金鳳梨、青龍鳳梨                     | 四至十一月         | 肉金黃，濃味                                         | 二十一號 |
| 蜜香鳳梨、帝王鳳梨、西瓜鳳梨、節仔鳳梨 | 五至六月或八至十月 | 大隻，肉金黃，肉質細密，纖維細                       | 二十二號 |
| 芒果鳳梨                               | 五至八月           | 二〇二〇年新品種，有芒果香味                         | 二十三號 |
| 開英種（土鳳梨）                       | 五至八月           | 明顯酸啲，粗纖維，主要用來加工                       |          |

## 經濟
根據2011年農委會統計數據顯示，菠蘿是臺灣產量最大、產值最高的水果，一年產量超過四十萬噸，產值高達 6743 百萬新台幣。銷售嘅途徑有：出口，加工，內銷。由二〇一一年到二〇一三年之間，出口量增加了五倍，年出口量佔年產量的比重由半成升至一成。菠蘿出口幫台灣賺了不少外汇市场。2020年新鮮菠蘿出口 45621 公噸，其中 41667 公噸出口至中國大陸，自從2012年台灣的菠蘿出口開始快速增長，出口至中國大陸的市場在兩年內升了三倍。到了2019年，外銷的菠蘿九成出口至中國大陸，中國大陸成為菠蘿出口最重要的地方。菠蘿產品其餘出口到日本，香港，新加坡，加拿大，美國，澳門，比利時，馬來西亞，泰國；這些地方的出口量佔總出口量的一成。
2021年2月26日，中華人民共和國宣布，從同年3月1日開始暫停進口台灣的菠蘿，說是因為台灣菠蘿生蟲（介殼蟲總科），構成「生物風險」。中華民國反駁稱這純粹是一個政治舉動和手段。大批菠蘿無法出口，中華民國總統蔡英文在 FaceBook 上呼籲台灣人吃菠蘿，撐農民，亦引發「外銷產業鏈」過份單一化的討論，有學者擔心還有其他農產品會受牽連 。有報導指出，禁台灣菠蘿是為了推銷廣東菠蘿，以及令外汇储备返回中華人民共和國國內。此後大批台灣菠蘿出口至其他地方，例如新加坡，香港，澳洲，日本。其中日本訂了幾萬噸台灣菠蘿，採購量創新高。香港亦出現一陣購買台灣菠蘿的熱潮。

## 另見
- 鳳梨酥